# Southgate (Ontario)
Southgate to gmina (ang. township) w Kanadzie, w prowincji Ontario, w hrabstwie Grey.
Powierzchnia Southgate to 643,95 km². Według danych spisu powszechnego z roku 2001 Southgate liczy 6907 mieszkańców (10,73 os./km²).